# Resistència (Star Trek: Voyager)
"Resistència" (títol original en anglès "Resistance") és el dotzè episodi de la segona temporada i el 28è del total de la sèrie de televisió de ciència-ficció estatunidenca Star Trek: Voyager. El guió va ser escrit per Lisa Klink en base a una història de Michael Jan Friedman i Kevin J. Ryan, i dirigit per Winrich Kolbe. L'episodi es va emetre a UPN el 27 de novembre de 1995.
Ambientada al segle XXIV, la sèrie segueix les aventures de la tripulació de la Flota Estel·lar i els Maquis de la nau estel·lar USS Voyager després de quedar encallats al Quadrant Delta lluny de la resta de la Federació. Aquest episodi representa l'USS Voyager que es troba amb un planeta alienígena. La capitana Kathryn Janeway ha de rescatar els oficials Tuvok i B'Elanna Torres d'una presó alienígena.

## Argument
Durant una missió a terra per obtenir un producte químic vital per als sistemes de la Voyager, Tuvok i B'Elanna Torres són capturats i empresonats. La capitana Janeway ferida és rescatada per un home local, Caylem, que creu que és la seva filla. L'acció té lloc entre alsaurians que són contactes de Neelix, i el planeta dels quals està ocupat pels agressius Mokra.
Caylem finalment ajuda a Janeway a entrar a les coves on Tuvok i B'Elanna estan presoners i ella els allibera. Poc després, són capturats pels guàrdies de la presó de Mokra. L'oficial al comandament de Mokra, Augris, revela que la veritable filla de Caylem, Ralkana, va ser assassinada a trets fa 12 anys mentre intentava rescatar la seva dona de la presó, que, sense que ella ho sabés, ja havia mort. Augris també indica que Caylem ha fet aquest intent de rescat diverses vegades des de llavors, havent-se tornat delirant després de no poder acceptar les seves morts. Abans que Augris pugui interrogar la capitana Janeway amb els mètodes brutals que va utilitzar contra Tuvok, Caylem, que encara creu que Janeway és la seva filla, ataca. Caylem apunyala Augris durant la baralla, però dos guàrdies de la presó li disparen abans que els puguin aturar.
Mentre Caylem jeu moribund, Janeway li diu que el comandant estava mentint sobre el tret a Ralkana. Ella li recorda que la seva dona l'havia perdonat per accions passades i li demana que accepti aquest perdó. "Dolça noia meva" són les últimes paraules de Caylem abans de morir als seus braços, i Janeway s'entristeix per la seva mort. De tornada a "Voyager", Janeway reflexiona sobre el collaret de metall preciós de Ralkana que li havia regalat, que ella guarda per recordar-se de la seva bondat.

## Actors convidats
- Alan Scarfe - Augris
- Tom Todoroff - Darod
- Joel Grey - Caylem
- Glenn Morshower - Guàrdia

## Producció
L'escriptora Lisa Klink havia treballat anteriorment com a becària d'escriptura a Deep Space Nine. Aquest va ser el primer episodi que va escriure per a Voyager.
Joel Grey havia treballat anteriorment amb Kate Mulgrew a la pel·lícula de 1985 Remo Williams: The Adventure Begins. Abans d'això, havia guanyat un Premi Tony i un Premi Oscar per les versions teatral i cinematogràfica del musical Cabaret. Els productors de Voyager l'havien convidat a aparèixer en diverses ocasions, però després que Mulgrew suggerís que interpretés Caylem, va acceptar fer la seva primera aparició a Star Trek. Va descriure l'experiència com a "divertida, divertida i boja", tot i requerir un parell d'hores cada dia per aplicar-se el maquillatge protètic. En una entrevista posterior, va destacar els maquilladors hàbils de Star Trek, necessaris per al seu paper com a alienígena alsaurí.
A la franquícia Star Trek, "Resistència" també és el nom d'un llibre de J.M. Dillard, publicat per Simon and Schuster el 2007; el llibre està ambientat aproximadament en el mateix temps i període que Voyager, però no està relacionat amb aquest episodi.

## Recepció
Aquest episodi tenia una qualificació Nielsen de 5,1 punts quan es va emetre per televisió el 1995.
Keith DeCandido de Reactor va qualificar l'episodi amb un 9 sobre 10.